# Luperus flavimanus
Luperus flavimanus es una especie de insecto coleóptero de la familia Chrysomelidae.
Fue descrita científicamente en 1889 por Julius Weise.